# Saint-Martin-d'Arc
Pour les articles homonymes, voir Saint-Martin, D'Arc et Arc.
Saint-Martin-d'Arc est une commune française située dans le département de la Savoie, en région Auvergne-Rhône-Alpes.

## Géographie

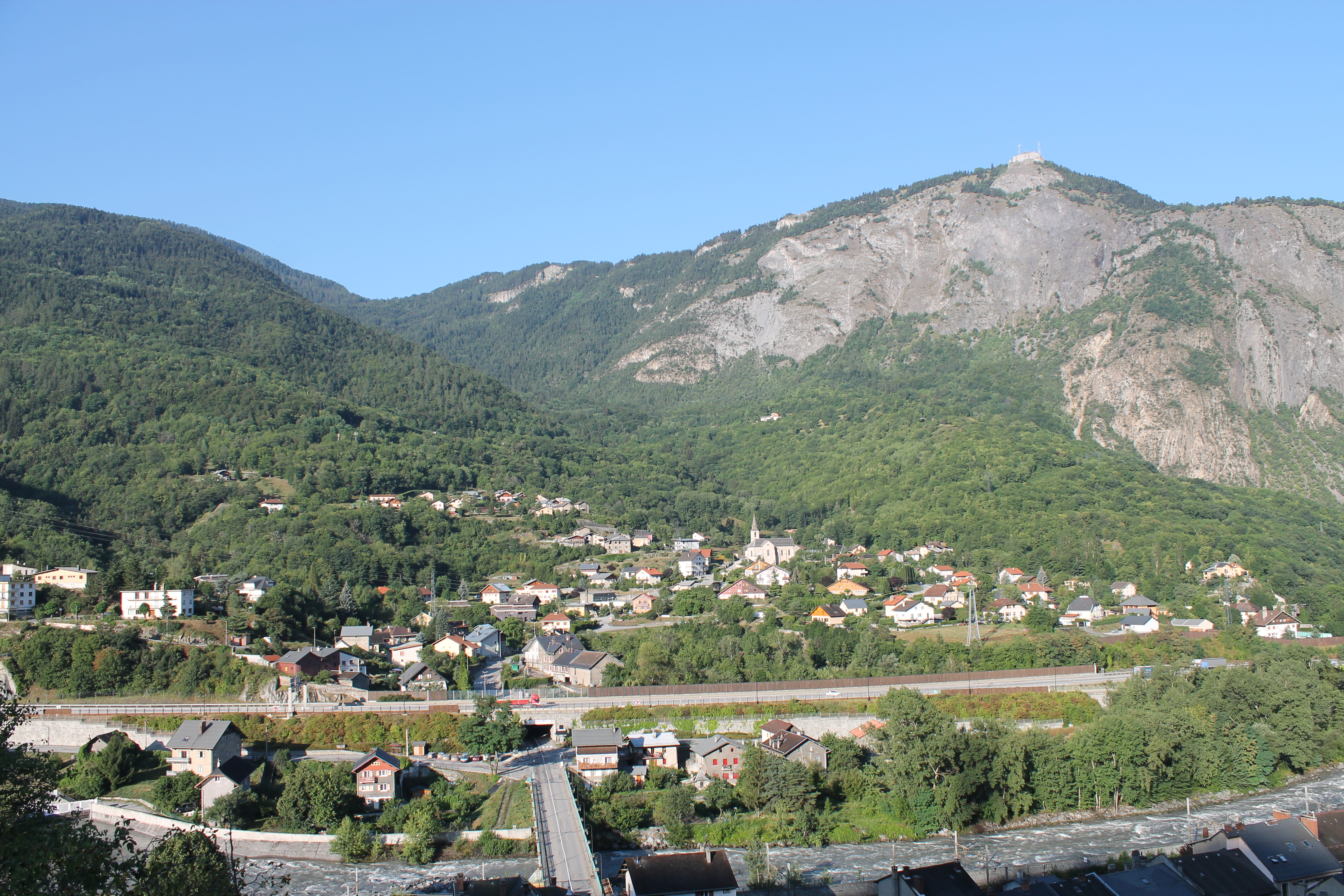
Saint-Martin-d'Arc vue depuis la tour ronde de Saint-Michel-de-Maurienne. En arrière-plan à droite le Télégraphe.

## Urbanisme

### Typologie
Au 1er janvier 2024, Saint-Martin-d'Arc est catégorisée bourg rural, selon la nouvelle grille communale de densité à sept niveaux définie par l'Insee en 2022.
Elle appartient à l'unité urbaine de Saint-Michel-de-Maurienne, une agglomération intra-départementale regroupant deux  communes, dont elle est une commune de la banlieue,,. Par ailleurs la commune fait partie de l'aire d'attraction de Saint-Jean-de-Maurienne, dont elle est une commune de la couronne,. Cette aire, qui regroupe 26 communes, est catégorisée dans les aires de moins de 50 000 habitants,.

### Occupation des sols
L'occupation des sols de la commune, telle qu'elle ressort de la base de données européenne d’occupation biophysique des sols Corine Land Cover (CLC), est marquée par l'importance des forêts et milieux semi-naturels (86,8 % en 2018), en diminution par rapport à 1990 (95 %). La répartition détaillée en 2018 est la suivante : 
forêts (72,4 %), espaces ouverts, sans ou avec peu de végétation (14,4 %), zones industrielles ou commerciales et réseaux de communication (7,4 %), zones urbanisées (5,7 %).
L'IGN met par ailleurs à disposition un outil en ligne permettant de comparer l’évolution dans le temps de l’occupation des sols de la commune (ou de territoires à des échelles différentes). Plusieurs époques sont accessibles sous forme de cartes ou photos aériennes : la carte de Cassini (XVIIIe siècle), la carte d'état-major (1820-1866) et la période actuelle (1950 à aujourd'hui).

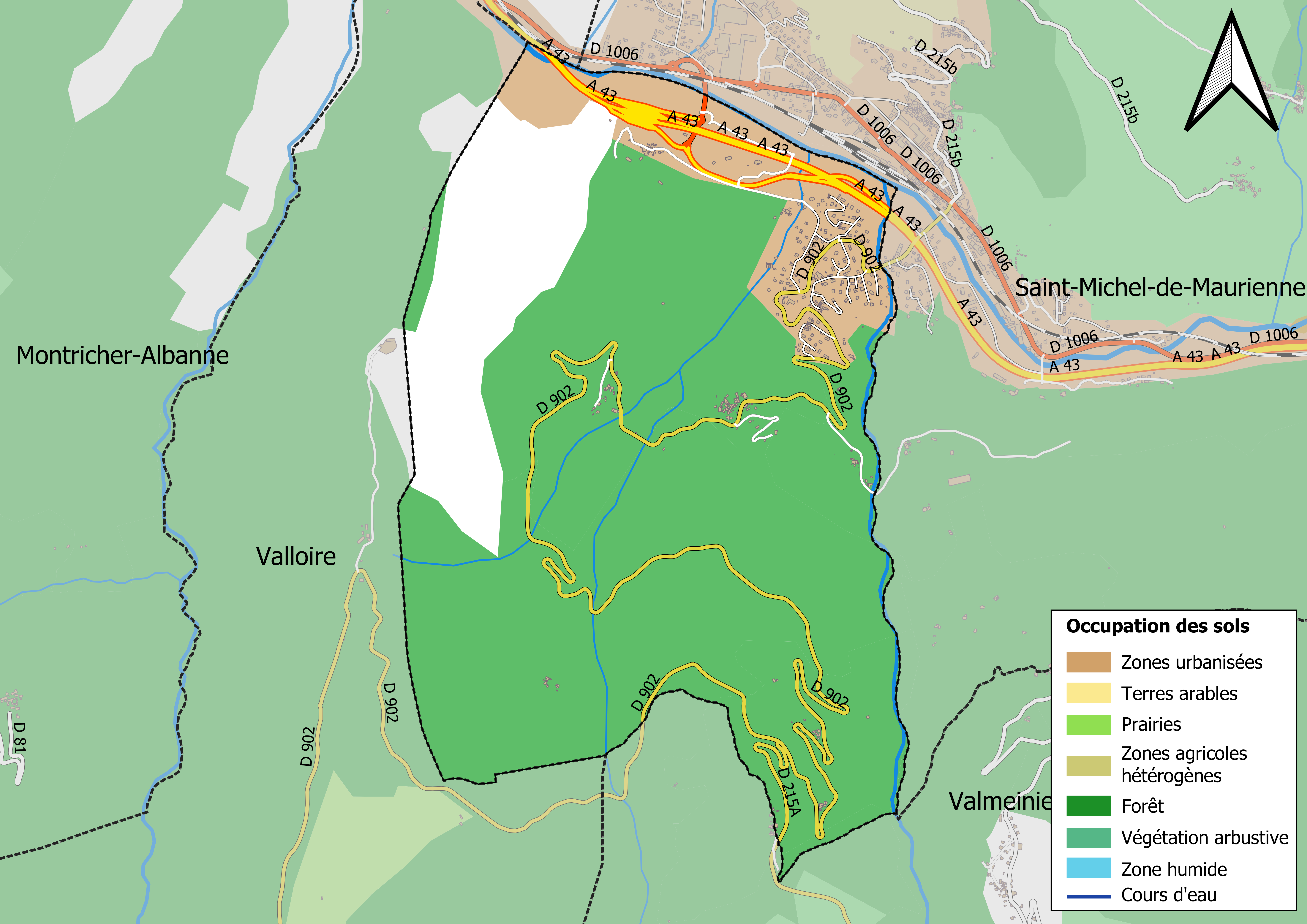
Carte des infrastructures et de l'occupation des sols en 2018 (CLC) de la commune.
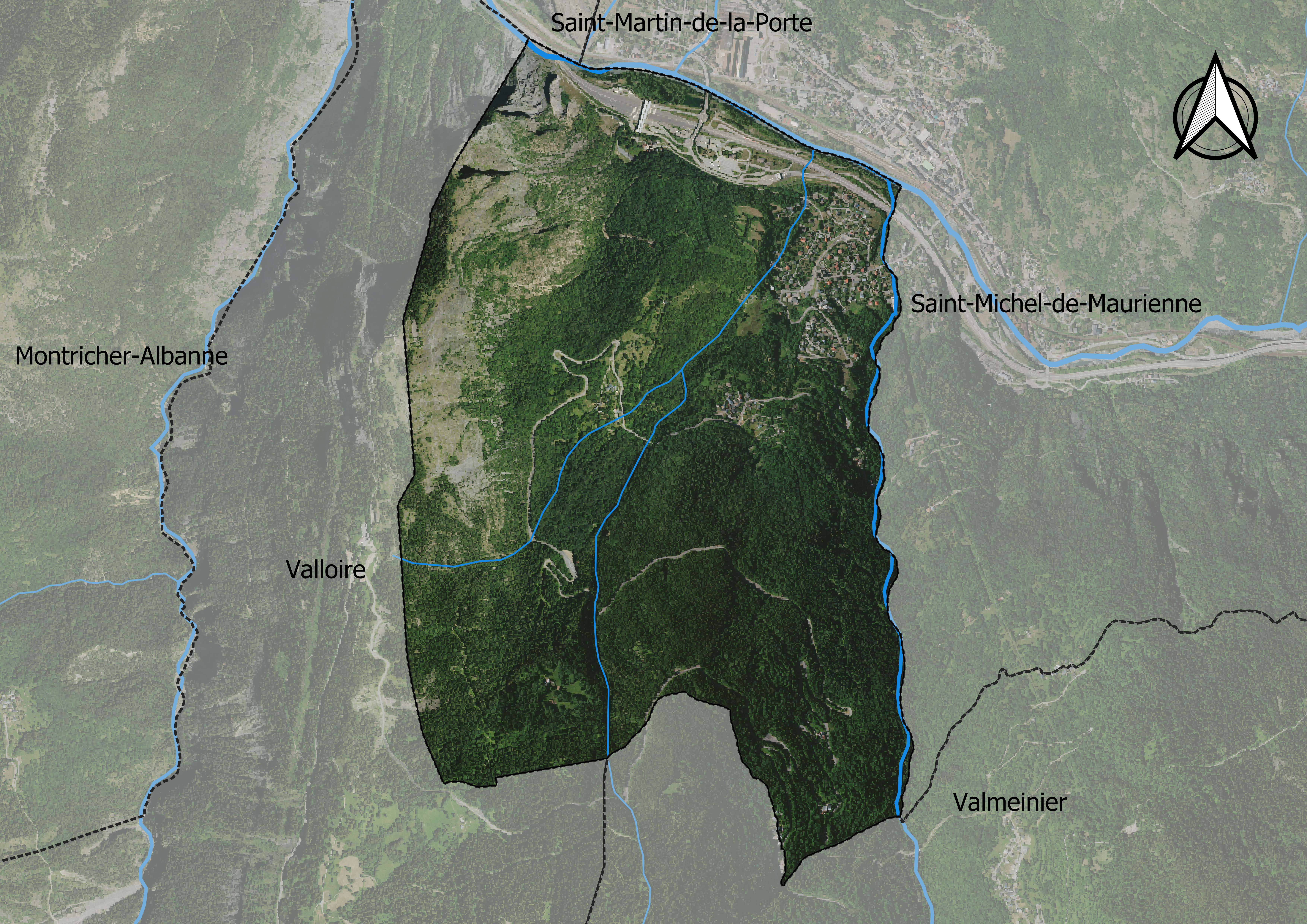
Carte orthophotogrammétrique de la commune.

## Toponymie
L'évolution du nom de la commune de Saint-Martin-d'Arc a été :
- Sancti Martini de Ultra Arcum en l'an 1200 ;
- Sanctus Martinus ultra Arcum en l'an 1317 ;
- Saint Martin d'Outre Arc en 1729 ;
- Saint Martin-outre-Arc-en-Maurienne en 1731 ;
- en 1793 (à la Révolution), elle perdit son Saint pour devenir Neuvachette, du nom du torrent de Neuvache qui sert de limite avec la commune de Saint-Michel ;
- en 1807, elle le retrouva en reprenant Saint Martin-au-delà-de-l'Arc ;
- et enfin en 1815, ce fut l'appellation de Saint-Martin-d'Arc qui lui a été définitivement donnée.

Son saint patron, Martin de Tours, fut évêque de Tours.
En francoprovençal, le nom de la commune s'écrit Sin Martïn, selon la graphie de Conflans.

## Politique et administration

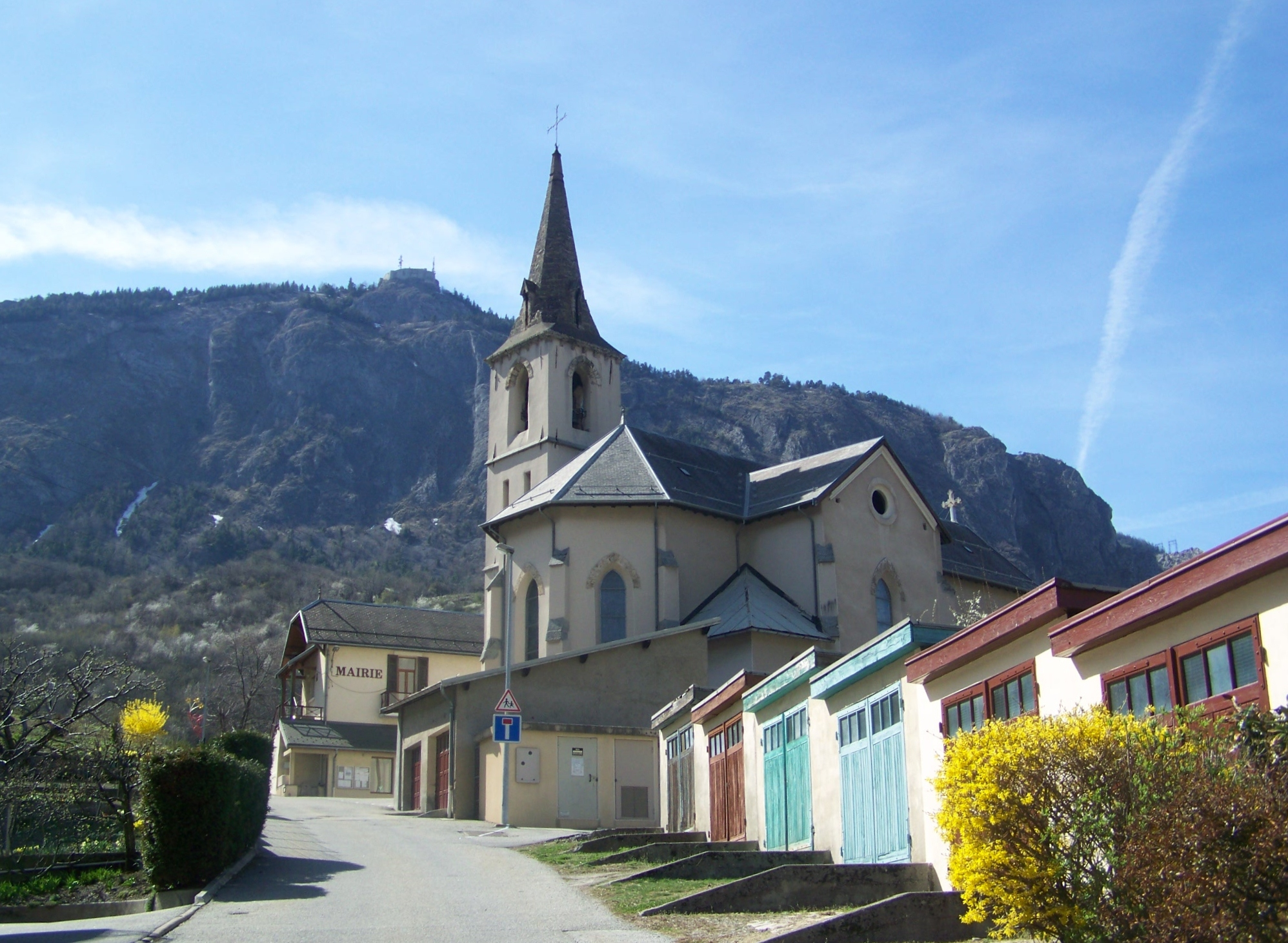
Mairie et église de la commune avec le fort du Télégraphe en arrière-plan.

| Période      | Période   | Identité              | Étiquette | Qualité |
| ------------ | --------- | --------------------- | --------- | ------- |
| 1875         | 1867      | Cyrille Bernard       | ...       | ...     |
| 1875         | 1878      | Laurent Gros          | ...       | ...     |
| 1878         | 1887      | Joseph-François Bochu | ...       | ...     |
| 1901         | 1908      | Cyrille Bernard       | ...       | ...     |
| février 1982 | ...       | Paul Chene            | ...       | ...     |
| mars 2001    | mars 2008 | Jean-Marc Magnin      | ...       | ...     |
| mars 2008    | mars 2020 | Jean-Louis Gilloux    | ...       | ...     |
| juin 2020    | En cours  | Luc Ollier            | ...       | ...     |

## Population et société
Les habitants de la commune sont appelés les Saint-Martenots.

## Démographie
L'évolution du nombre d'habitants est connue à travers les recensements de la population effectués dans la commune depuis 1793. Pour les communes de moins de 10 000 habitants, une enquête de recensement portant sur toute la population est réalisée tous les cinq ans, les populations de référence des années intermédiaires étant quant à elles estimées par interpolation ou extrapolation. Pour la commune, le premier recensement exhaustif entrant dans le cadre du nouveau dispositif a été réalisé en 2005.

En 2022, la commune comptait 302 habitants, en évolution de −16,11 % par rapport à 2016 (Savoie : +3,63 %, France hors Mayotte : +2,11 %).
| 1793 | 1800 | 1806 | 1822 | 1838 | 1848 | 1858 | 1861 | 1866 |
| ---- | ---- | ---- | ---- | ---- | ---- | ---- | ---- | ---- |
| 326  | 273  | 255  | 334  | 287  | 282  | 309  | 294  | 308  |

| 1872 | 1876 | 1881 | 1886 | 1891 | 1896 | 1901 | 1906 | 1911 |
| ---- | ---- | ---- | ---- | ---- | ---- | ---- | ---- | ---- |
| 294  | 258  | 236  | 232  | 225  | 217  | 219  | 233  | 254  |

| 1921 | 1926 | 1931 | 1936 | 1946 | 1954 | 1962 | 1968 | 1975 |
| ---- | ---- | ---- | ---- | ---- | ---- | ---- | ---- | ---- |
| 253  | 241  | 316  | 329  | 350  | 421  | 525  | 510  | 452  |

| 1982 | 1990 | 1999 | 2005 | 2006 | 2010 | 2015 | 2020 | 2022 |
| ---- | ---- | ---- | ---- | ---- | ---- | ---- | ---- | ---- |
| 404  | 333  | 340  | 359  | 357  | 344  | 359  | 310  | 302  |

## Culture locale et patrimoine

### Lieux et monuments

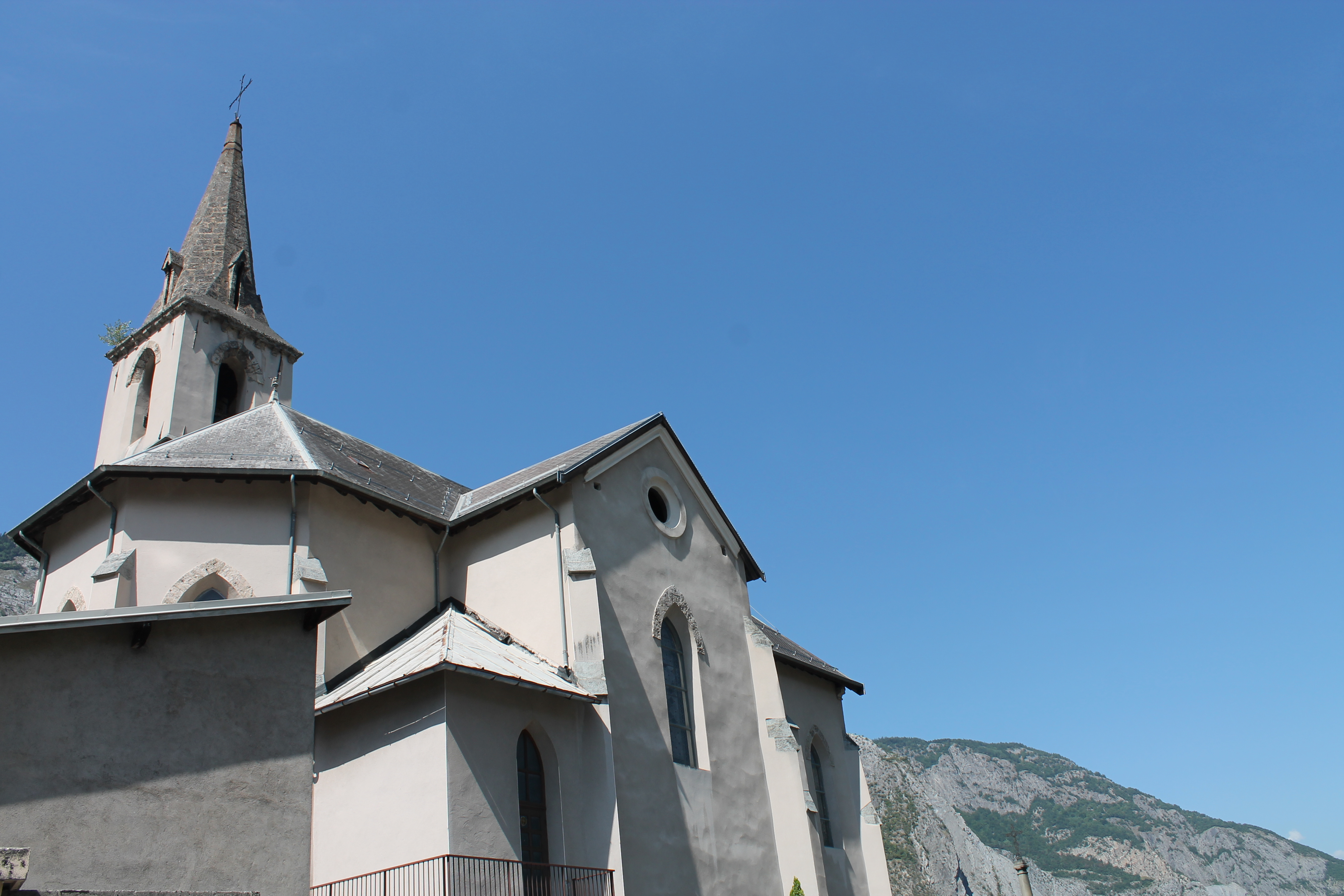
Église Saint-Martin (août 2018).

- l'église dédiée à saint Martin, reconstruite en 1873 dans un style néo-gothique.

### Filmographie
Maurienne, un siècle d’alu, documentaire de Pierre Beccu sur la production d'aluminium à Saint-Michel-de-Maurienne (1997, Bas Canal Production, diffusé sur France 3) où figurent notamment d'anciens habitants de Saint Martin d'Arc comme Mr René Jacob, Mr Aimé Thimel, Mr Pierre Baudin.